# 加藤昌美
加藤 昌美（かとう まさみ、1983年11月15日 - ）は、日本のフリーアナウンサー。
福岡県飯塚市出身。福岡県立嘉穂高等学校卒業。くらしき作陽大学音楽学部卒業。中学教員免許（音楽）および高校教員免許（音楽）を取得。

## 人物
特技はフルート。主にラジオを中心とした活動を行う。競艇（主に児島競艇場）のピットリポーターを務めている。

## 現在の担当番組
- 大好き!MOMOランチ（水・木曜担当2013年6月まで）
- コトバラジオ（2012年11月で終了）
- 夢創る おかやま人（2013年6月まで）